# Sri Danai
Sri Danai is een bestuurslaag in het regentschap Indragiri Hilir van de provincie Riau, Indonesië. Sri Danai telt 570 inwoners (volkstelling 2010).